# Бирнс, Джеймс Фрэнсис
Джеймс Фрэнсис Бирнс (англ. James Francis Byrnes; 2 мая 1882, Чарлстон, штат Южная Каролина, США — 9 апреля 1972, Колумбия, там же) — американский политический и государственный деятель, член Демократической партии США. Один из немногих работавших во всех трёх ветвях власти в США. За время своей карьеры был членом Палаты представителей (1911—1925), сенатором от штата Южная Каролина (1931—1941), судьёй Верховного суда (1941—1942), государственным секретарём (1945—1947), и губернатором штата Южная Каролина (1951—1955).

## Биография

### Ранние годы
Родился 2 мая 1882 года в Чарлстоне (штат Южная Каролина) в семье Джеймса Фрэнсиса Бирнса и Элизабет Масквини Бирнс. Отец будущего политика умер от туберкулёза за несколько недель до рождения мальчика. Мать Джеймса работала портнихой. До 14 лет учился в католической приходской школе. Работал курьером, а затем клерком в адвокатской конторе. В 1900 году, чтобы устроиться на работу стенографистом в суд, изменил свою дату рождения, добавив три года до необходимых 21. Судья Джеймс Олдрич заинтересовался молодым человеком и стал обучать его юриспруденции. В 1903 году Бирнс был принят в адвокаты, хотя и не имел юридического образования. В 1906 году женился на Мод Перкинс Буш и перешёл в Епископальную церковь. Детей у супругов не было. В 1908 году Бирнс был назначен прокурором второго избирательного округа Южной Каролины.

### Довоенная карьера в Конгрессе США
В ноябре 1910 года в рамках промежуточных выборов в Конгресс был избран членом Палаты представителей второго избирательного округа Южной Каролины как кандидат от Демократической партии.
В Палате представителей, а за одно и в годы работы сенатором Бирнс отличался умением находить компромиссы и создавать коалиции. Работая в комиссии по бюджету, Бирнс познакомился с молодым Франклином Рузвельтом, занимавшим тогда пост заместителя министра ВМС США. Бирнс поддерживал проекты по строительству автомобильных дорог на Юге США и выступал за предоставление избирательных прав женщинам. С другой стороны, он противился законам, направленным против линчеваний. В 1924 году Бирнс пытался избраться в Сенат США, но безуспешно.
Занимался юридической практикой в Спартанбурге и стал довольно богатым человеком. На промежуточных выборах в Конгресс в ноябре 1930 года победил своего соперника Колемана Близа, и в январе 1931 года вступил в должность сенатора от Южной Каролины. Когда в 1932 году Рузвельт баллотировался в президенты США, Бирнс поддерживал его. После победы Рузвельта на выборах 8 ноября и начала его президентства в 1933 году Бирнс стал ключевым сенатором, направлявшим принятие законодательства Нового курса. При этом Бирнс не полностью поддерживал Новый курс. Так, он не поддержал установление минимальной заработной платы. В ноябре 1936 года был переизбран на пост сенатора. При поддержке Бирнса был принят крупный проект Santee Couper по постройке водохранилищ, электростанций, каналов и осушению болот в Южной Каролине, финансируемый за счёт федерального бюджета. В 1941 году Бирнс был назначен судьёй Верховного суда.

### Вторая мировая война
В октябре 1942 года после вступления США во Вторую мировую войну Рузвельт назначил Бирнса главой только что созданного Офиса экономической стабилизации, который занимался регулированием цен, составлением нового налогового плана и созданием системы государственного контроля над распределением сырья и товаров. В частности, был установлен контроль за распределением стали, меди и алюминия — трёх металлов, очень важных для военной промышленности. В мае 1943 года Бирнс стал также главой совета по военной мобилизации. Благодаря своему уму, политическому опыту и дружбе с президентом Рузвельтом Бирнс скоро стал вторым после президента по важности человеком в президентской администрации. В то время как Рузвельт занимался войной и внешней политикой, Бирнс определял внутреннюю политику, координировал работу ведомств, управлял производством, закупками и распределением военных материалов.
На национальной конвенции Демократической партии 16-21 июля 1944 года в Чикаго, собравшейся перед президентскими выборами 7 ноября, Бирнс пытался стать вице-президентом США. Однако у него было несколько серьёзных недостатков, чтобы стать публичной фигурой высшего уровня. Для профсоюзов он был слишком консервативен, протестантской элите не нравилось то, что он в прошлом был католиком, а афроамериканцы были недовольны его откровенной поддержкой расовой сегрегации. В результате руководство Демократической партии решило, что лучшим кандидатом на пост вице-президента будет сенатор от штата Миссури Гарри Трумэн, который и был избран на этот пост.

### Деятельность на посту государственного секретаря США
3 июля 1945 года президент Трумэн, занявший эту должность после смерти Рузвельта в апреле, назначил Бирнса государственным секретарём вместо Эдварда Стеттиниуса.
Участник Ялтинской, Потсдамской и других мирных конференций. Один из основных инициаторов атомных бомбардировок Хиросимы и Нагасаки (август 1945). При работе Бирнса на посту государственного секретаря произошло формирование ООН, состоялись первые её расширения. С 1946 года взаимоотношения с СССР стали осложняться, чему сильно поспособствовали Фултонская речь и Иранский кризис. Впрочем, по-настоящему испортились они в конце 1940-х годов, когда Бирнс уже не был государственным секретарём. Как глава американской делегации, Бирнс принимал участие в Парижской мирной конференции (29 июля — 15 октября 1946). 6 сентября 1946 года произнёс речь об изменении политики США в отношении разделённой Германии, что дало немцам надежды на прекращение откровенно германофобского плана Моргентау, который намеревался сделать Германию полностью аграрной страной. В конце того же года был объявлен человеком года по версии журнала Time. Журнал данной фирмы с изображением Бирнса появился 6 января 1947 года. 21 января того же года Бирнс покинул должность государственного секретаря ввиду натянутых взаимоотношений с президентом Трумэном.

### Губернаторство
Бирнс не хотел оставлять политику, и в ноябре 1950 года был избран губернатором штата Южная Каролина. Занимал эту должность с января 1951-го по январь 1955 года. Несмотря на откровенную поддержку расовой сегрегации в области образования не считался ярым сегрегационистом и расистом. По Конституции штата он не мог баллотироваться на второй губернаторский срок в 1954 году и оставил пост губернатора штата в январе 1955 года.

### После губернаторства
Начиная с 1952 года и до 1964-го поддерживал кандидатов в президенты США от Республиканской партии. В 1964 году дал сенатору от Южной Каролины Строму Термонду добро на выход из Демократической партии и переход в Республиканскую. При этом сам он остался демократом.
Умер 9 апреля 1972 года в Колумбии (штат Южная Каролина). Похоронен при Епископальной церкви Троицы в этом же городе.

## Память
В честь Джеймса Фрэнсиса Бирнса в Южной Каролине были названы несколько заведений и объектов, среди которых:
- Здание Международного центра (так же названного в честь Бирнса) при Университете Южной Каролины.
- Аудитория при Уинтропском университете.
- Общежитие при Университете Клемсона.
- Средняя школа в Дункане.

Имя Джеймса Фрэнсиса Бирнса носил также образовательный фонд, созданный им самим в 1948 году.

## Образ в кино
- Фильм «Победа» (СССР, 1984). В роли Бирнса — Владимир Зельдин.